# Erik Jean
Erik Adolf Kandell Jean, född 1894 i Helsingborg, död 1970, var en svensk målare.
Jean studerade konst i Köpenhamn och på egen hand under resor till Paris och Nordafrika. Separat ställde han ut i bland annat Helsingborg, Göteborg, Malmö och Ystad. Hans konst består av strandbilder, hamnmotiv, stadsvyer samt vinterlandskap. 